# Alfonso García Robles
Alfonso García Robles, mehiški diplomat in politik, nobelovec, * 20. marec 1911, Zamora, Michoacán, Mehika, † 2. september 1991, Ciudad de México.
Izobraževal se je na Narodni avtonomni univerzi Mehike (UNAM), Inštitut za Višje mednarodne študije v Parizu (1936) in haaški Akademiji za mednarodno pravo na Nizozemskem (1938), nato pa leta 1939 postal del mehiške državne uprave.
Mehiko je zastopal kot delegat leta 1945 na mednarodni konferenci v San Franciscu, kjer je bila zasnovana Organizacija združenih narodov. Bil je veleposlanik v Braziliji od 1962 do 1964, nato pa je postal državni sekretar na ministrstvu za zunanje zadeve od leta 1964 do 1970. V 1971-1975 je služil svoji državi kot delegat ZN, nato pa je postal minister za zunanje zadeva za obdobje 1975-1976. Ugledno diplomatsko kariero je zaključil v OZN, kjer je predstavljal mehiškega stalnega predstavnika v Odboru za razorožitev ZN.
García Robles je prejel Nobelovo nagrado za mir leta 1982 skupaj z Alvo Myrdal kot gonilna sila osnovanja mednarodne pogodbe Tlatelolco, pomembnega dokumenta, ki je podpisnice zavezoval, da se odpovedo testiranju, uporabi, proizvodnji ali pridobivanju jedrskega orožja v kakršnikoli obliki in na kakršenkoli način. Prav tako so se podpisnice odpovedale prejemu, skladiščenju, instalaciji, pogonu ali posesti jedrskega orožja v Latinski Ameriki in na Karibih. Sporazum je bil podpisan leta 1967, ko ga je sprejela večina držav v regiji, čeprav se je v nekaterih državah potrebovali nekaj časa za ratifikacijo sporazuma. Sprejem so podpisale vse članice brez izjeme.